# آیرین ورت
آیرین ورت (انگلیسی: Irene Worth; ۲۳ ژوئن ۱۹۱۶ – ۹ مارس ۲۰۰۲)  بازیگر اهل ایالات متحده آمریکا بود.
از فیلم‌ها یا برنامه‌های تلویزیونی که وی در آن نقش داشته‌است، می‌توان به نیکلاس و الکساندرا، هفت دریا به کاله، آنگین و فقط بلیط اشاره کرد.